# أدريان إيفانغليستا
أدريان إيفانغليستا هو رسام فلبيني، ولد في 6 سبتمبر 1989 في توندو ‏ في الفلبين.